# Kirpítxne (Crimea)
|  | Per a altres significats, vegeu «Kirpítxnoie». |

Kirpítxne (en (ucraïnès): Кирпичне) és un poble de la República Autònoma de Crimea a Ucraïna, que el 2014 tenia 295 habitants. Pertany al districte de Bilogorsk.